# 航天投资控股
航天投资控股有限公司，简称航天投资，成立于2006年12月，是中国航天科技集团公司授权的投资管理主体、资本运作和战略合作的平台。中国航天科技集团有限公司及其所属单位持股33.40%，中国人民财产保险股份有限公司、中国进出口银行等多家机构共同参股。航天投资控股有限公司现任党委书记、董事长为韩树旺。

## 事件
2021年6月6日，国际宇航科学院院士吴美蓉、王晋年受邀到航天投资控股有限公司访问，因拒绝该公司党委书记、董事长张陶帮助评选院士的要求，而被殴打致重伤。7月3日，该事件在网络发酵后，上级单位中国航天科技集团表示正在调查。7月19日，北京市朝阳区人民检察院以涉嫌故意伤害罪批准逮捕张陶，同日中国航天科技集团发布通报开除张陶党籍、职务。